# Werner L. Maier
Werner Lucas Maier (* 1966 in Bad Hersfeld) ist ein ehemaliger deutscher Footballspieler und seit 2006 Präsident der Munich Cowboys.

## Biografie
Maier zog 1981 nach München, absolvierte 1987 das Abitur am Asam-Gymnasium München und studierte danach Rechtswissenschaften in Augsburg und München. Seit dem Umzug nach München war er als Spieler aktiv, zunächst im Jugendteam der München Rangers, 1985 bis 1995 in der Bundesligamannschaft der Munich Cowboys. Als Mannschaftskapitän vertrat er unter anderem die Vizemeistermannschaft von 1992 und die Meistermannschaft, die 1993 die German Bowl gewann. Seit dem Jahr 1997 ist er als Rechtsanwalt in seiner eigenen Kanzlei tätig. Nebenberuflich arbeitete er zu Studienzeiten als Redaktionsassistent für American Football bei verschiedenen Fernsehsendern und später auch als Schiedsrichter und Referent für Flag Football im Münchner Hochschulsport. Zudem organisierte er verschiedene Footballveranstaltungen.